# Trichinium floribundum
Trichinium floribundum är en amarantväxtart som beskrevs av Horace Bénédict Alfred Moquin-Tandon. Trichinium floribundum ingår i släktet Trichinium och familjen amarantväxter. Inga underarter finns listade i Catalogue of Life.